# 56 Leonard Street

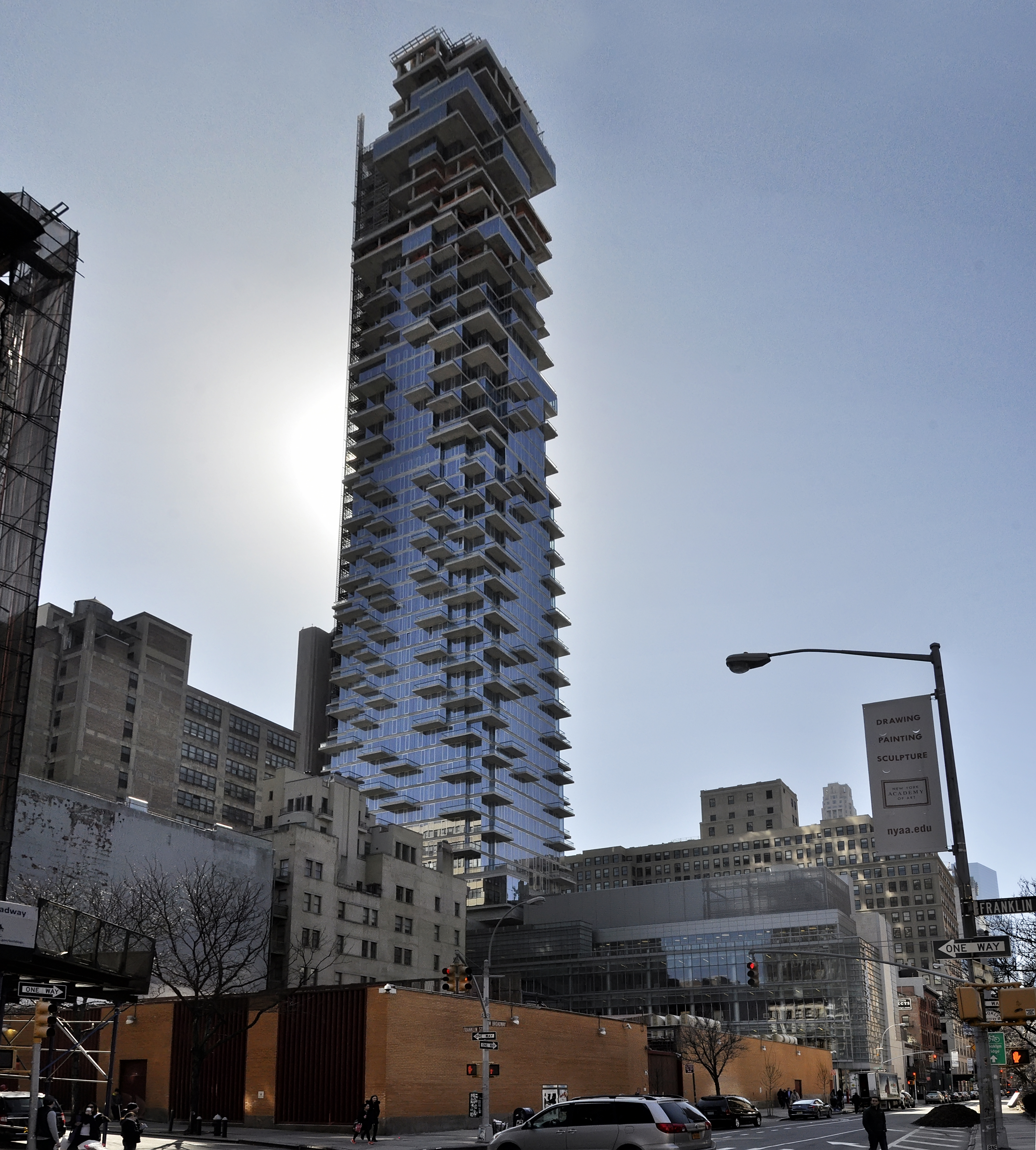
56 Leonard Street in april 2017

56 Leonard Street is een wolkenkrabber in Tribeca, een wijk in Lower Manhattan in New York. Het silhouet van het gebouw valt op in de skyline van de stad omdat verdiepingen verspringend op elkaar zijn geplaatst.
56 Leonard Street is 250 m hoog en telt 57 verdiepingen, gebouwd in Leonard Street door de architectengroep Herzog & de Meuron. Het werd in 2016 opgeleverd en beschreven als houses stacked in the sky (Nederlands: huizen gestapeld in de lucht). Het is anno 2017 het hoogste gebouw in Tribeca.
Het gebouw bevat 145 appartementen met een kostprijs tussen 3,5 miljoen en 50 miljoen dollar. Ze variëren in grootte tussen 131,7 en 594,6 m², met twee tot vijf badkamers en allemaal voorzien van een private buitenruimte. In mei 2013 was 70% van het gebouw verkocht. In juni 2013 ging een appartement van de hand voor 47 miljoen dollar, op dat ogenblik het duurste ooit ten zuiden van Midtown Manhattan. Op de achtste en negende verdieping zijn onder meer een zwembad en een speelterrein voorzien.

## Bouwgeschiedenis
Izak Senbahar kocht het terrein in 2007 van de New York Law School voor 150 miljoen dollar. De bouw startte nog hetzelfde jaar. In 2008 werd het project stopgezet omwille van financiële problemen. Na vier jaar, in oktober 2012, volgde de doorstart.

## Afbeeldingen

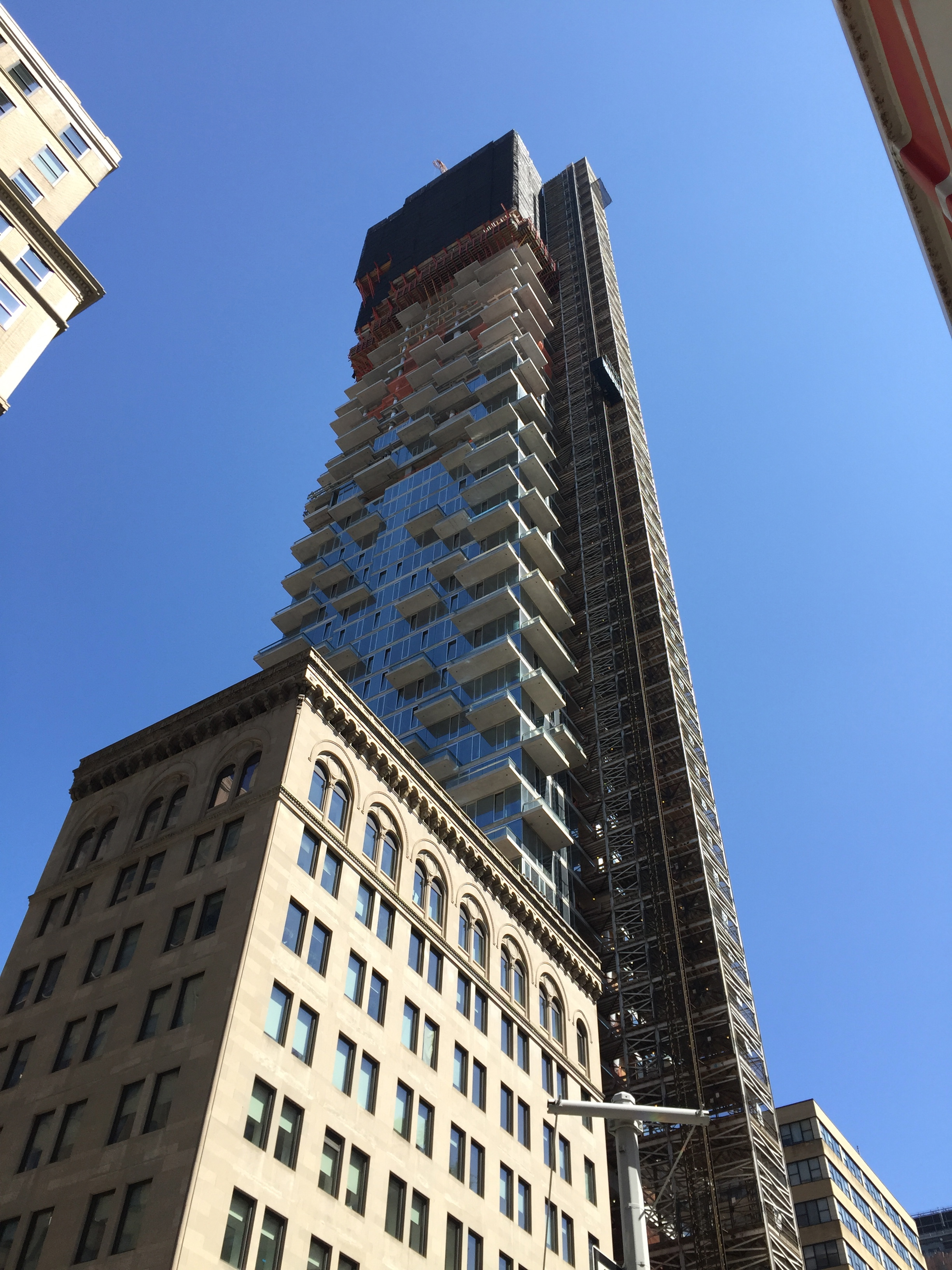
In juni 2015
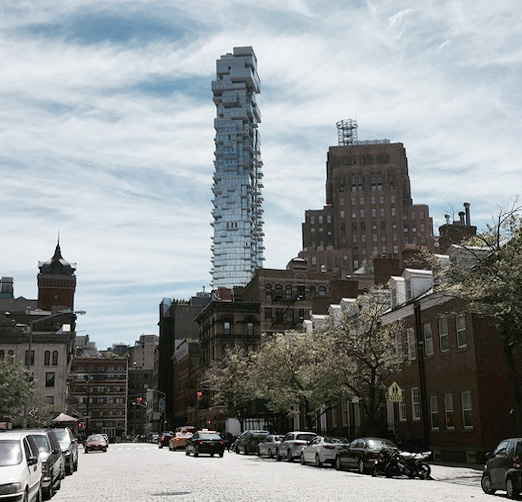
In juni 2016
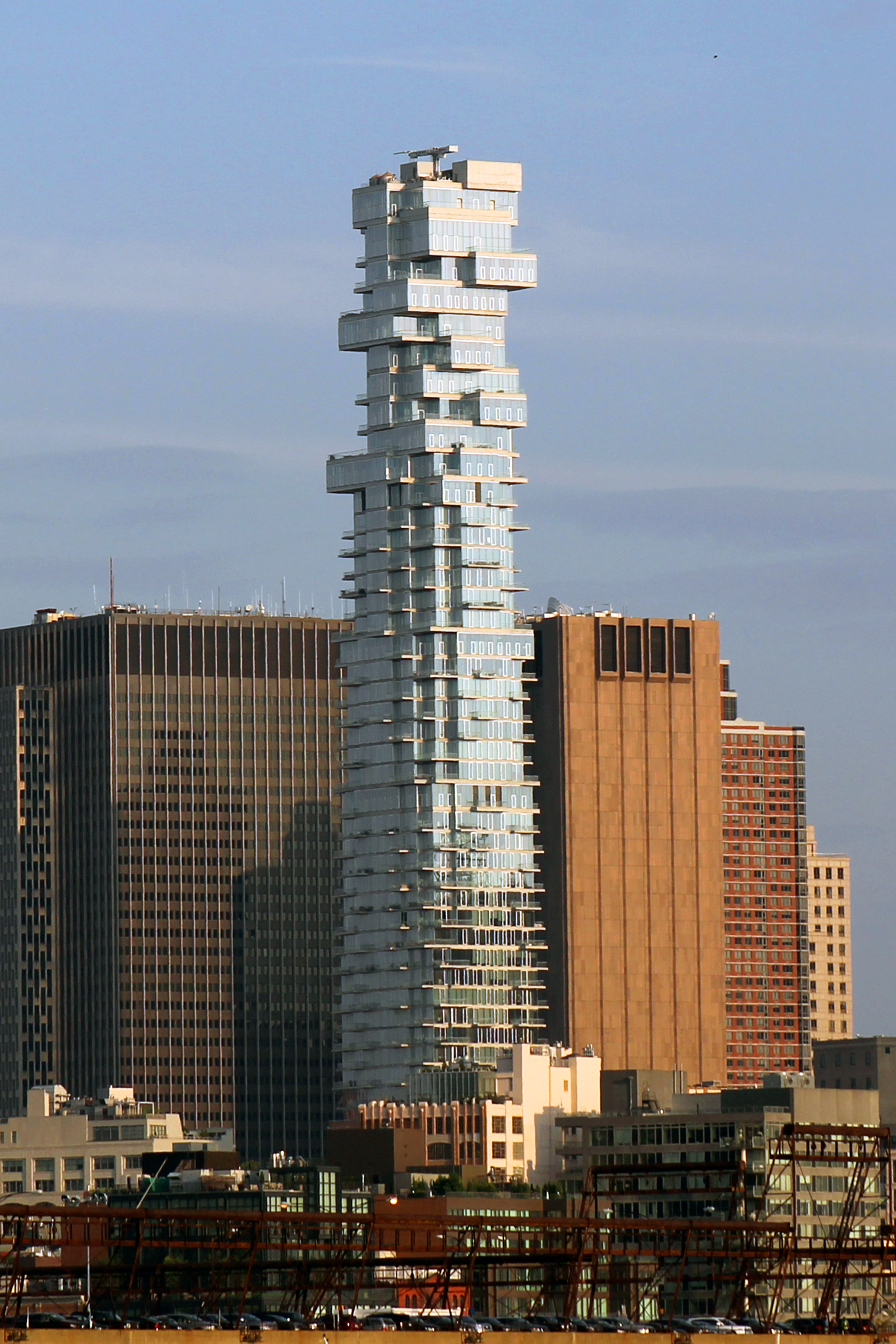
In juli 2019